# Kabacan
Kabacan ist eine philippinische Stadtgemeinde in der Provinz Cotabato. Sie hat 89.161 Einwohner (Zensus 1. August 2015).

## Baranggays
Kabacan ist politisch in 24 Baranggays unterteilt.
| - Aringay - Bangilan - Bannawag - Buluan - Cuyapon - Dagupan - Katidtuan - Kayaga - Kilagasan - Magatos - Malamote - Malanduague | - Nanga-an - Osias - Paatan Lower - Paatan Upper - Pedtad - Pisan - Poblacion - Salapungan - Sanggadong - Simbuhay - Simone - Tamped |